# 乙酰乙酸乙酯
乙酰乙酸乙酯（英語：Ethyl acetoacetate），简称三乙，即乙酰乙酸的乙醇酯，化学式為C6H10O3，是有机化学中的常用试剂。它是有机合成中非常重要的原料，通过乙酰乙酸乙酯合成，它参与的反应可以得到很多有用的产物，包括氨基酸、止痛剂、抗生素、抗疟药、维生素B1、染料、墨水、漆、香水、塑料及黄色颜料等。乙酰乙酸乙酯也用作溶剂和食用香精。

## 制备
乙酰乙酸乙酯可以通过两分子乙酸乙酯的自身Claisen缩合反应制取。副产物是乙醇。
二乙烯酮与乙醇反应也会生成乙酰乙酸乙酯。

## 性质
与丙二酸二乙酯类似，乙酰乙酸乙酯为β-二羰基化合物，中间的氢具有酸性，强碱作用下可以脱去。生成的负离子可以与其他化合物发生亲核取代，生成的产物经水解、脱羧等步骤，便可合成很多有用的产物。这一方法称为乙醯乙酸乙酯合成。
乙酰乙酸乙酯具有β-酮酸酯结构，可以发生酮-烯醇互变异构，因此会与铁(III)生成紫色的配合物。氯化铁试验呈正反应。